# Аная-де-Альба
Аная-де-Альба (ісп. Anaya de Alba) — муніципалітет в Іспанії, у складі автономної спільноти Кастилія-і-Леон, у провінції Саламанка. Населення — 243 особи (2010).
Муніципалітет розташований на відстані близько 150 км на захід від Мадрида, 30 км на південний схід від Саламанки.
На території муніципалітету розташовані такі населені пункти: (дані про населення за 2010 рік)
- Аная-де-Альба: 182 особи
- Галіндо-Бехар: 16 осіб
- Ерресуело: 39 осіб
- Наррільйос: 3 особи
- Самбельїн: 3 особи

## Демографія
Динаміка населення (INE ):

## Зовнішні посилання
- Провінційна рада Саламанки [Архівовано 23 квітня 2009 у Wayback Machine.]
- Посилання на Google Maps